# Emily Kinney
Emily Kinney (Wayne, Nebraska, 15 augustus 1985) is een Amerikaanse actrice en zangeres, die vooral bekend is vanwege haar rol als Beth Greene in The Walking Dead.
Kinney studeerde in 2006 af aan de Nebraska Wesleyan-universiteit.
Ze speelde gastrollen in Law & Order: Criminal Intent, Law & Order: Special Victims Unit, The Good Wife en The Big C. In 2011 werd ze uitgekozen voor een vaste bijrol in The Walking Dead als Beth Greene. In 2013 speelde ze een rolletje in het drama Concussion. Ze houdt ook een blog bij over haar ervaringen als jonge actrice voor het blad Unscripted Magazine.
Naast acteren schrijft Kinney ook muziekteksten en is ze zangeres. In 2011 kwam haar eerste ep Blue Toothbrush uit.
- Biblioteca Nacional de España: XX5647962
- International Standard Name Identifier: 0000 0004 2366 6411
- Library of Congress Control Number: no2013117902
- MusicBrainz: b63b58d7-cb6c-4349-8534-b7d594235630
- Virtual International Authority File: 305410775
- WorldCat: E39PBJrCdPHQk3JqR3pd3kpgKd